# Juan Rivelles Guillén

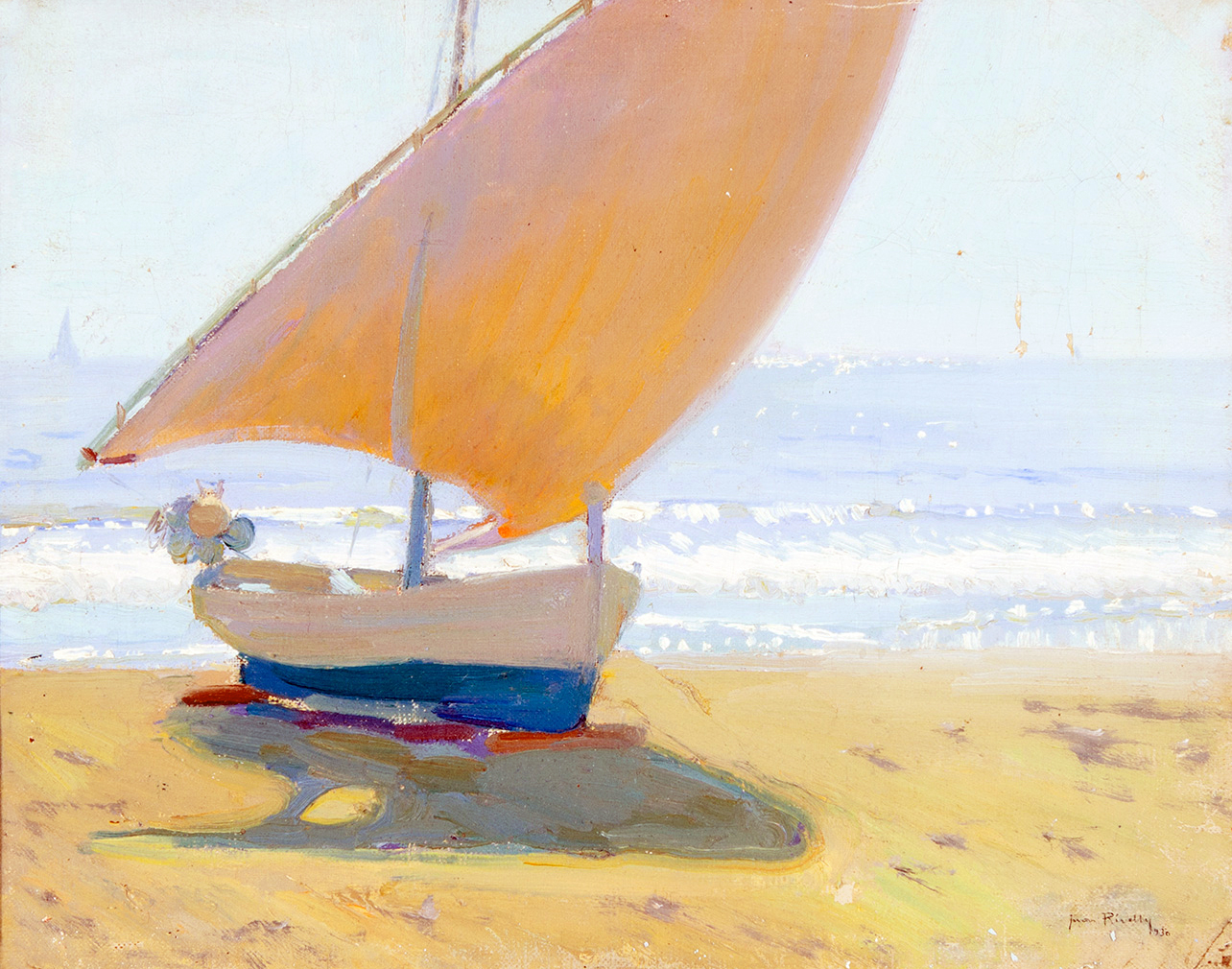
Juan Rivelles Guillen Playa de Valencia 1925

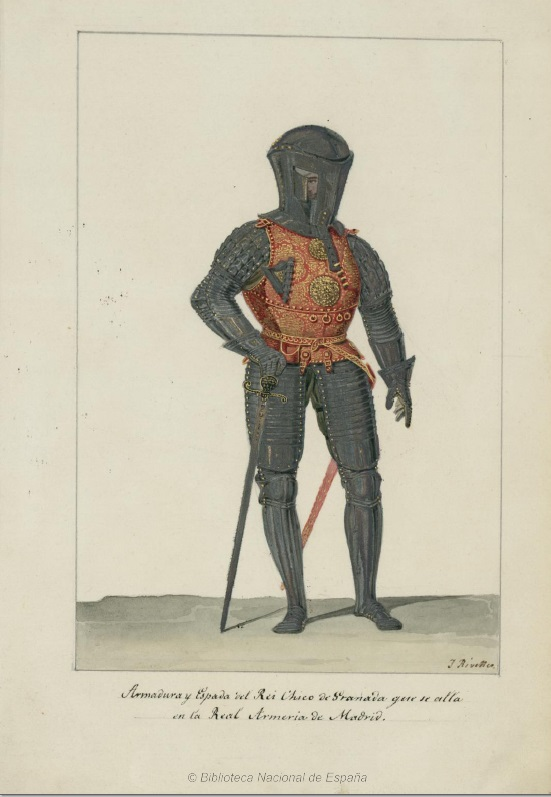
Lámina en la colección de grabados de la Biblioteca Nacional de España.

Juan Rivelles Gillén, (Valencia, España, 1896 - Valencia, 1937?) fue un dibujante y pintor español especializado en paisajes. Se formó en la Real Academia de Bellas Artes de San Carlos de Valencia. Participó en numerosos certámenes artísticos y muestras y en la Exposición Nacional de Bellas Artes (España)  de 1934 siendo galardonado con tercera medalla por el lienzo titulado La calabaza roja.
Segundo hijo de la actriz Amparo Guillén Minguet y del también actor y director teatral Jaime Rivelles, es posible que naciera en Burjasot. No se dedicó al teatro a diferencia de su hermano Rafael Rivelles y su hermana Amparo Lorenza Rivelles Guillén. 
Algunos de sus dibujos de soldados con armaduras de diferentes épocas, se conservan en la Biblioteca Nacional de España y en los fondos del Museo del Prado y el Museo de Bellas Artes de Castellón. Con el estallido de la guerra civil española queda una última referencia suya en los archivos del Ministerio de Cultura, probablemente falleció al principio de la guerra, quizá en 1937.
Su cuadro La calabaza roja (1915) recibió tercera medalla en la Exposición Nacional de Bellas Artes (España) de 1934. De su relación familiar con el teatro puede mencionarse la pintura titulada Compañía Ladrón de Guevara (1929); y de sus trabajos de ilustración sirva como muestra la lámina con la Armadura y espada de Rei Chico de Granada (1920-1934).